# Eurymesosa affinis
Eurymesosa affinis là một loài bọ cánh cứng trong họ Cerambycidae.